# Góry Wschodniomandżurskie

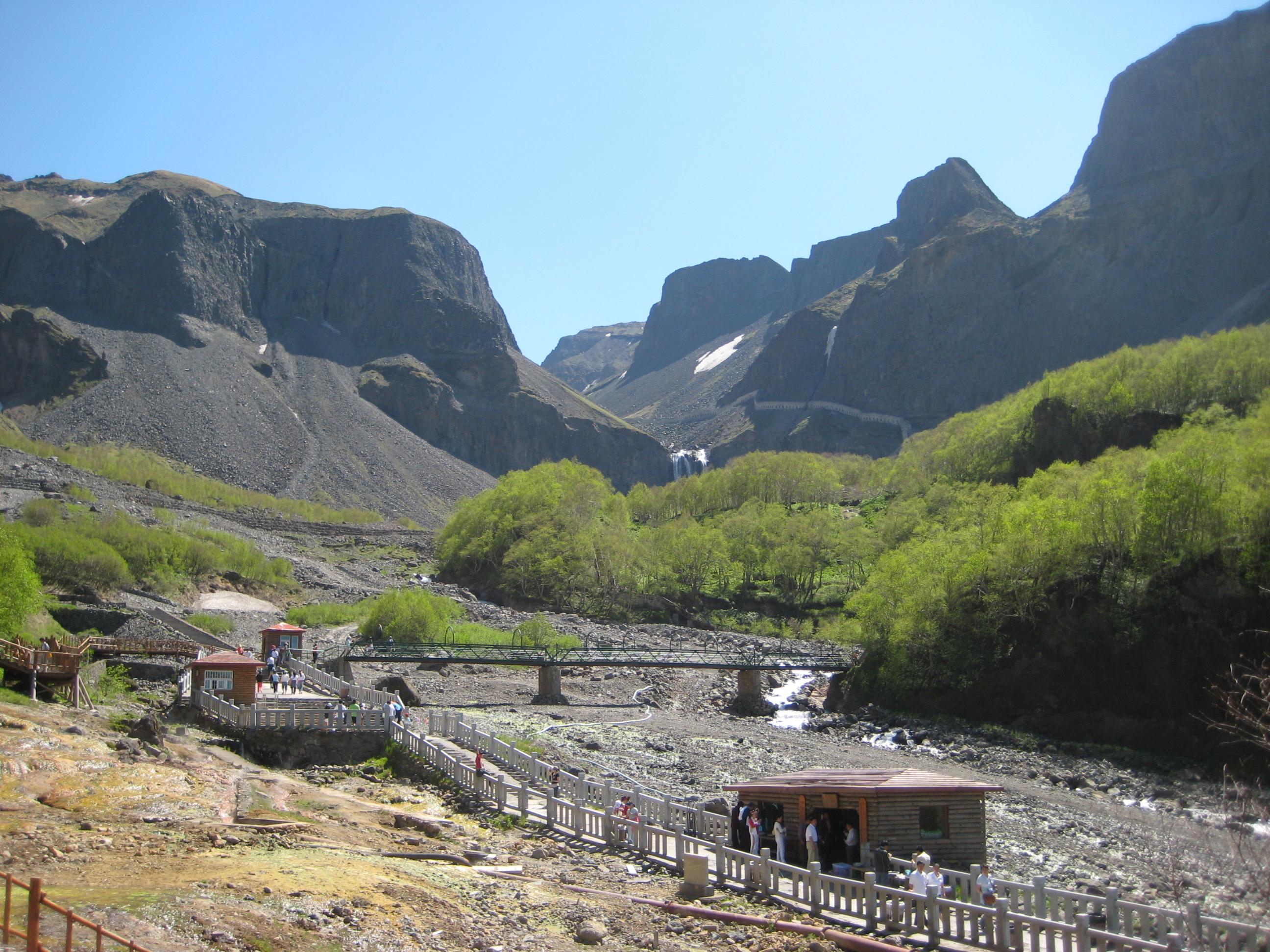
Góry Wschodniomandżurskie

Góry Wschodniomandżurskie (chiń. upr. 长白山地; chiń. trad. 長白山地; pinyin Chángbái Shāndì) – góry zrębowe w północno-wschodnich Chinach, wzdłuż granicy z Koreą Północną i Rosją, rozciągające się od Morza Żółtego po Nizinę Amursko-Sungaryjską na długości ok. 1200 km. Najwyższy szczyt to wulkan Pektu-san (2744 m n.p.m.). Góry będące wypiętrzonym blokiem prekambryjskiej platformy chińskiej odznaczają się skomplikowaną budową geologiczną, charakteryzują się dużą ilością wyrównanych wierzchowin, głębokich dolin i kotlin śródgórskich oraz wygasłych i drzemiących wulkanów. W orogenezie alpejskiej uległy głębokim dyslokacjom i zostały pocięte intruzjami skał magmowych. W ich wewnętrznej strefie występują rozległe masywy bazaltowe. W Górach Wschodniomandżurskich biorą swoje źródła rzeki Sungari, Tuman oraz Jalu.  